# Darkfall
Darkfall — фэнтезийная MMORPG, разработка греческой компании Aventurine SA, совмещает элементы РПГ и стратегических элементов в фэнтезийном сеттинге. Игра включает в себя неограниченный PvP и динамический мир, изменяющийся благодаря действиям игроков. Особенности игры: в Darkfall нельзя выделять цель для последующей её атаки (боевая система здесь максимально приближена к 3D Action играм, т. н. TPS), нет отображаемых над персонажами имён, и сейф-зон, при смерти персонаж теряет всё своё имущество, нет уровневой системы. Ролевая система основана на скиллах, которые развиваются по мере их использования.

## Отличительные черты игры
- Вид от первого лица.
- Фуллдроп, в PvP побеждённый теряет всё, что находится у него в инвентаре, кроме вещей новичка.
- Полная свобода развития персонажа за счёт skill-based системы и отсутствия профессий.
- Огонь по своим — в PvP\PvE, если вы неправильно рассчитали удар\заклинание, вы можете нанести урон дружественным персонажам, а также при использовании лечения — полечить противника.
- Отсутствие какого-либо таргета.
- Free-PvP зона, отсутствие мирных зон.

## Игровой мир

### Расы
| Раса             | Родина     | Союзники         | Враги                                   | Ездовое животное |
| ---------------- | ---------- | ---------------- | --------------------------------------- | ---------------- |
| Альфары          | Нагаст     | Нет              | Дварфы, Люди, Мирдэйны, Орки, Махиримы. | Шугал Дрейк      |
| Дварфы           | Двергхайм  | Люди, Мирдэйны   | Махирим, Орки, Алфары                   | Гармир Рэм       |
| Люди             | Мерсия     | Дварфы, Мирдэйны | Махирим, Орки, Альфары                  | Лошадь           |
| Мирдэйны (Эльфы) | Мирендил   | Люди, Дварфы     | Орки, Махиримы, Альфары                 | Аэрдин           |
| Орки             | Морак      | Махиримы         | Альфары, Дварфы, Люди, Мирдэйны         | Кабан Смерти     |
| Махиримы         | Трайблэндс | Орки             | Альфары, Дварфы, Люди, Мирдэйны         | Ездовой медведь  |

### Основные характеристики персонажа
- Сила (Strength)

Влияет на наносимый урон в ближнем бою и количество очков жизни(хп). Каждая единица даёт 0.5 хп
- Интеллект (Intelligence)

Влияет на наносимый урон магией и количество маны. Каждая единица даёт 2 пункта маны.
- Живучесть (Vitality)

Каждая единица увеличивает всегда ваш показатель HP на 1.5-2, а стамины на 0.5, также уменьшает эффекты кровотечения и яда по вам.
- Скорость (Quickness)

Каждая единица даёт 1.5 пункта стамины, увеличивает скорость ударов и выстрелов, уменьшает урон от ударов в мили.
- Ловкость (Dexterity)

Увеличивает ваш урон при использовании лука и уменьшает эффекты аое.
- Мудрость (Wisdom)

Каждая единица даёт 1 пункт маны и бонус ко всему крафту.
У каждой расы есть свой начальный набор на старте:
- Humans: Str 20/Vit 20/Dex 20/Quick 20/Int 20/Wis 20
- Dwarves: Str 20/Vit 25/Dex 15/Quick 17/Int 15/Wis 25
- Mirdain: Str 17/Vit 15/Dex 25/Quick 20/Int 20/Wis 20
- Mahirim: Str 20/Vit 20/Dex 20/Quick 25/Int 20/Wis 15
- Orks: Str 25/Vit 20/Dex 20/Quick 15/Int 15/Wis 15
- Alfar: Str 15/Vit 15/Dex 20/Quick 20/Int 25/Wis 20

Итак, как же качать статы? Самый простой способ — узнать самому. Для этого, например, начнем рубить дерево и при удачной рубке видим, что стат подсветился белым цветом — значит он качается. Кстати, сейчас статы растут в 3 раза быстрее, если вы рубите/копаете/режете травку или рубите/стреляете по мобам, чем если бы вы использовали другого игрока.
- Сила (str). Бьём врагов в мили, плаваем, рубим дерево, копаем руду/камни. Почти весь крафт(кроме алхимии и подобных)
- Выносливость(Vit). Бьём врагов в мили, плаваем, рубим дерево, копаем руду/камни, спринтуем. Почти весь крафт (кроме алхимии и подобных)
- Ловкость (dex). Стреляем из лука, спринтуем. Самый сложный в прокачке
- Скорость (quick). Спринтуем, плаваем, бьём врагов, получаем урон, едем на маунте. Раньше качался просто на ура.
- Интеллект (int). Кастование магии и алхимия/енчантинг. Есть ещё мелкий гейн от сбора травы.
- Мудрость (wis). Крафт, сбор травы, рыбалка.

Максимальное ограничение на статы (даже под баффами) — 120, на хп/ману/стамину-450

### Умения (Skills)
- В игре нет уровней, игра полностью skill-based, прокачка скиллов осуществляется путём их использования.
- Умения могут быть куплены у НПЦ.
- Предел развития скилла = 100, «прогнивания» скиллов (с неиспользованием скилла, его уровень уменьшается) на данный момент в игре нет.
- Теоретически, игрок может выучить любой скилл, но некоторые скиллы доступны только представителям определённой расы.
- Существует две общих школы магии (Lesser и Greater Magic). 4 элементальных школы магии (Fire, Earth, Air, Water). 2 школы проклятий/баффов (Spellchanting и Witchcraft) и 2 высших школы магии (Arcane и Necromancy).

Требования для изучения различных школ на данный момент таковы:
 (недоступная ссылка)

### Лутинг (Looting)
Осуществляется по принципу Ultima Online — перетаскиванием мышкой в рюкзак. При этом в рюкзаке нет разделения на слоты, равно как и ограничения по количеству предметов, но есть ограничение по массе.
Для того чтобы поднять лут, необходимо быть в мирном режиме, то есть убрать оружие в ножны, что добавляет некоторую сложность к процессу оперативного лутания.

### Alignment
Данный показатель отражает мировоззрение персонажа, и является заменой аналогичному показателю Карма, в других играх.
Его значение может варьироваться от −100 до 10. При отрицательном значении персонаж является красным, его атакуют защитные башни в союзных городах, а другие игроки при убийстве его получат повышение своего алигмента на +1.
За убийство игрока враждебной расы, или красного игрока союзной расы начисляется +1 алигмента, за ганк игрока враждебной расы(красного игрока союзной расы) также начисляется +1 алигмента. За убийство игрока входящего в одну группу (party), клан или в клан, состоящий в альянсе, с кланом игрока, карма не отнимается и не начисляется.
При атаке игрока союзной расы персонаж становится серым. Если был произведён 1 удар, серым игрок становится на 15 секунд, если за это время будет совершён ещё один удар по цели, действие серого статуса продлится до 2х минут. В течение этого времени игрока будут атаковать охранные башни, и смогут убить игроки союзных рас, без потери алигмента.
За убийство игрока союзной расы отнимается 8 алигмента. За ганк союзника отнимается 4 алигмента.